# Ernesto Winter Blanco
Ernesto Winter Blanco (Gijón, 1872/73 - Oviedo, 6 de novembre de 1936) va ser un pedagog, humanista, enginyer de mines i assagista espanyol.
El seu pare, d'origen francès (Alsàcia), havia recalat a Astúries per treballar en una empresa de vidres. Va cursar els estudis primaris a França, per continuar després a Espanya. Des de jove es va relacionar ràpid amb els més actius membres del món cultural asturià. Va iniciar la carrera com a arquitecte a la Universitat Central de Madrid on va contactar amb alguns membres de la Institució Lliure d'Ensenyament com a Concepció Arenal (amb la qual la unia una relació familiar, la seva germana estava casada amb el fill de Concepció Arenal, Fernando García Arenal). En 1895 canvi de carrera per estudiar Enginyeria de Mines a la Universitat de Lieja (Bèlgica), on es va llicenciar en 1901, al mateix temps que col·laborava com a tècnic de laboratori i en diverses revistes professionals amb assajos sobre els treballs en les mines.
En 1922 va tornar a Espanya com a enginyer en les mines de Vedat Musel en La Pola Llaviana (Astúries) fins a 1925. Allí va tenir els seus primers contactes amb els sindicats miners i va començar el seu interès per la pedagogia, col·laborant amb aquells treballadors que eren becats per la Junta d'Ampliació d'Estudis i que completaven la seva formació a Barcelona. Mentrestant va continuar publicant en revistes especialitzades fins que, en 1930, va ser nomenat director de l'Orfenat Miner d'Oviedo. Durant tot aquest temps va viatjar per Europa i Estats Units, establint-se per temporades a Barcelona, en on va treballar en dues publicacions vinculades a l'economia, El Constructor i La Indústria Metal·lúrgica, ambdues en vespres de l'Exposició Internacional de 1929, coneixent al mateix temps les tècniques en pedagogia que s'aplicaven en diverses institucions relacionades amb la mineria.
Després de les eleccions generals de 1936, va dimitir com a Director, atès que les noves autoritats havien demanat el seu relleu en benefici d'Eleuterio Quintanilla, dirigent anarquista. No obstant, quan es produeix el cop d'Estat que va donar inici a la Guerra Civil, es manté en el lloc a l'espera de ser rellevat. Detingut poc després, és interrogat pel mateix coronel Aranda i posteriorment posat en llibertat.
No obstant això, el 6 de novembre de 1936, mentre treballava en l'Orfenat, un grup de revoltats franquistes ho van detenir al costat del seu fill i els van afusellar en Pando, una parròquia del municipi d'Oviedo, al costat de les vies del ferrocarril.
Entre les obres que va escriure, destaca Elogi de la inquietud, de 1922, amb pròleg de Fernando de los Ríos.
En l'any 1990, l'Ajuntament d'Oviedo inaugurà una escultura homenatge a aquest il·lutre personatge. L'obra anomanada "Ernesto Winter Blanco" està ubicada als jardins de la Fundació Docent de Miners Asturians (avinguda Pando), a la ciutat d'Oviedo, i és obra de Pablo Maojo.